# Dziewczyna z obrazka

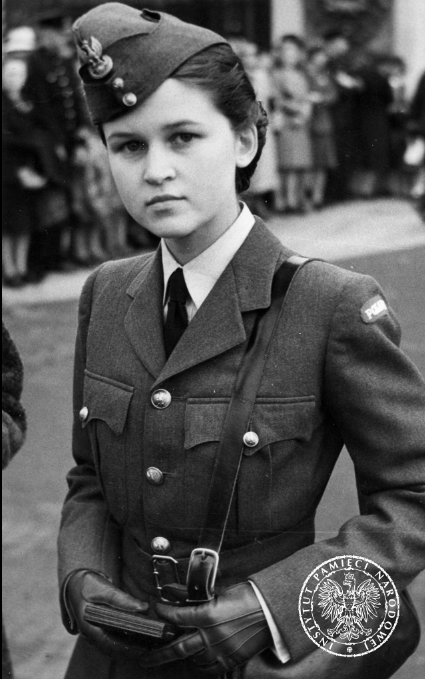
Nieznajoma dziewczyna w mundurze RAF

Dziewczyna z obrazka, również wdowa po lotniku RAF, dziewczyna z pudełkiem – fotografia młodej kobiety w mundurze Royal Air Force, której tożsamość była przez lata nieznana i nieznany był czas wykonania. Dzięki akcji Instytutu Pamięci Narodowej w mediach społecznościowych ustalono tożsamość – okazała się nią Maria Grabowska primo voto Barr z domu Chłusewicz, córka Benedykta Chłusewicza, pułkownika Wojska Polskiego, uczestnika bitwy o Narwik. Zdjęcie wykonano w latach 40. XX wieku.

## Opis zdjęcia
Czarno-biała fotografia przedstawia młodą kobietę sfotografowaną od pasa w górę. Kobieta w mundurze Pomocniczej Lotniczej Służby Kobiet ma na głowie furażerkę z polskim orzełkiem. W ręku trzyma pudełko z odznaczeniem Distinguished Flying Cross (Krzyż Wybitnej Służby Lotniczej, „DFC”). W tle widać niewyraźne postaci ludzkie, ustawione wzdłuż niewidocznej linii.

## Historia
Zdjęcie znane jest osobom interesującym się II wojną światową i pojawia się w Internecie. 14 marca 2021 Instytut Pamięci Narodowej na swoim profilu na Facebooku zaapelował do odbiorców, by pomogli ustalić personalia kobiety z fotografii. Jedyną poszlaką dla IPN był mundur, który „wyglądał na angielski”.
Zdjęcie zidentyfikował Andrzej Matowski, miłośnik historii i internetowy popularyzator historii, prowadzący stronę internetową o II wojnie światowej. Ustalił, że pudełko trzymane przez nieznajomą dziewczynę ma oznaczenie DFC, oznaczające odznaczenie dla lotników, które pierwsza kobieta otrzymała w 2008 roku. Zatem wyróżnionym musiał być ktoś z jej rodziny, a kobieta odebrała odznaczenie w zastępstwie. Oznaczałoby to, że fotografia pochodzi z grupowego wręczania odznaczeń, praktyki stosowanej w Wielkiej Brytanii w latach 1942–1944. Odznaczenie DFC otrzymało około dwustu Polaków, a Matowskiemu nie udało się dopasować żadnego z nich do zdjęcia. Pomyślał wtedy, że kobieta mogła być żoną Brytyjczyka i postanowił przeszukać czasopisma wydawane za granicą. Tożsamość udało się ustalić przy pomocy polskiej gazety emigracyjnej publikowanej w Londynie, „Dziennika Polskiego”. W ten sposób Matowski ustalił, że dziewczyna ze zdjęcia to Polka, Maria Barr, żona oficera, squadron leadera Philipa Rexa Barra ze 107. Dywizjonu RAF, a odznaczenie wręczył król Jerzy VI 8 czerwca 1943 w Pałacu Buckingham.

## Tożsamość kobiety
Korzystając z archiwalnych numerów gazety „Dziennik Polski” oraz innej prasy polonijnej odkryto kolejne fakty dotyczące Marii Barr-Grabowskiej: urodzona w 1923 w Grodnie, wychowana na Kresach Wschodnich, do szkoły uczęszczała w Wilnie, na początku II wojny światowej przedostała się do Saint-Jean-de-Luz w południowej Francji, a następnie, po ewakuacji miasta, do Szkocji. Na polskim statku „Sobieski” poznała swojego przyszłego męża, Philipa R. Barra, który brał udział w walkach powietrznych we Francji, gdzie został zestrzelony. Barr zginął 7 listopada 1942 nad Wevelgem we Flandrii i tam jest pochowany. 
W kwietniu 1947 Maria Barr wyszła za mąż po raz drugi, za uczestnika kampanii wrześniowej, architekta kapitana Stanisława Grabowskiego. Rok później urodziła syna. Zmarła w roku 2018 w Chichester w wieku 95 lat, a pogrzeb odbył się cztery lata później w 2022 na cmentarzu Gunnersbury w Londynie.